# Vittorio Varese
Vittorio Varese (Vercelli, 9 gennaio 1884 – Monte Vodil, 30 novembre 1915) è stato un militare italiano, che con il grado di capitano del Corpo degli Alpini del Regio Esercito, partecipò alla prima guerra mondiale, venendo decorato con Medaglia d'oro al valor militare per la sua partecipazione alla conquista del Monte Nero (16 giugno 1915).

## Biografia
Nacque a Vercelli il 9 gennaio 1884, figlio di Edoardo, di professione magistrato, e di Feliciana Banchetti. Compì i primi studi presso la scuola elementare a Vignale Monferrato, frequentando successivamente il ginnasio a Chivasso e Tortona ed il Liceo "Botta" ad Ivrea. Al termine degli studi superiori entrò alla Regia Accademia Militare di Modena da cui uscì con il grado di sottotenente, assegnato alla specialità alpini.
Promosso capitano nel 3º Reggimento alpini, assume il comando della 35ª Compagnia del Battaglione "Susa". All'entrata in guerra del Regno d'Italia, il 24 maggio 1915, combatte sul fronte alpino. 
Nelle prime giornate del mese di giugno gli austriaci tentarono di riconquistare le posizioni perdute sulla dorsale Vrsic-Vrata, ma gli alpini del 3°, coadiuvati dai bersaglieri del 6º Reggimento, si opposero con vigore. 
Qualche giorno le truppe italiane iniziarono le azioni per la conquista del Monte Nero. Una compagnia del Battaglione "Susa" fu incaricata di conquistare la vetta provenendo da nord, ma prima doveva conquistare le quote 2138 e 2133 che si trovano fra le linee italiane e gli obiettivi dell’attacco. Una compagnia del Battaglione "Exilles" doveva invece puntare direttamente alla cima da sud-ovest, salendo per un sottile e ripido costone del Monte Nero.
Nella notte del giorno 16 la 35ª Compagnia, suddivisa in due colonne, di cui una al suo comando, iniziò ad avvicinarsi alla quota 2138 Dopo un aspro combattimento la quota 2133 fu conquistata, e respinto il contrattacco austro-ungarico, il combattimento terminò con la presa di 200 prigionieri austriaci.
Alle ore 21:30 iniziò la scalata verso la cima del Monte Nero, cui egli prese parte attiva, così come al successivo combattimento, tanto che fu decorato con Medaglia d'oro al valor militare a vivente. Ottenne anche una Medaglia di bronzo al valor militare per i combattimenti sul Monte Mrzli (24-25 ottobre 1915).
Nel mese di novembre, poco prima dell'attacco al Monte Vodil, fu colto da un violento attacco di febbre, ma visto che l'attacco era già stato programmato si rifiutò di lasciare il comando dei suoi uomini. 
Venuto a conoscenza che l'azione era stata rinviata, si lasciò ricoverare presso l'ospedale da campo n. 21, dove si spense il 30 novembre 1915.

### Annotazioni
1. ↑  Al comando del capitano Vincenzo Arbarello, che per questa azione fu decorato con la Croce di Cavaliere dell'Ordine militare di Savoia. Egli era coadiuvato dal sottotenente Alberto Picco, caduto durante il combattimento e decorato con Medaglia d'argento al valor militare alla memoria
2. ↑  Una era al suo comando, mentre l'altra era affidata al sottotenente Valerio Vallero caduto nel corso dell'azione, e decorato con Medaglia d'argento al valor militare alla memoria.
3. ↑  Il ripido pendio gelato non ritardò l'ascesa degli alpini.
4. ↑  Una salita con circa 1.000 metri di dislivello.

### Fonti
1. 1 2 3 4 5 6 7  Bianchi, Cattaneo 2011, p. 95.
2. 1 2 3 4 5 6 7 8  Bianchi, Cattaneo 2011, p. 96.
3. 1 2 3  Massimino 2005, p. 13.
4. ↑  Massimino 2005, p. 12.

### Periodici
- Cattalino Massimino, Il 3º Reggimento alpini da 70 anni a Pinerolo, in Tranta Sold, n. 158, Pinerolo, Associazione Nazionale Alpini sezione di Pinerolo, aprile-giugno 2005,  pp. 16-17.